# جون بيلي فريمان
جون بيلي فريمان هو سياسي كندي، ولد في 22 أغسطس 1835 في نورفولك كاونتي في كندا، وتوفي في 22 نوفمبر 1890. حزبياً، نشط في الحزب الليبرالي في أونتاريو ‏. وقد انتخب عضو برلمان مقاطعة أونتاريو.